# Alexandre Fiodorovitch Chtcherbatov
Prince Alexandre Fiodorovitch Chtcherbatov, (en alphabet cyrillique : Князь Александр Фёдорович Щербатов), né le 13 juillet 1773, décédé le 30 avril 1817 à Moscou. Adjudant-général (1799), major-général (1801).

## Famille
Fils du prince Fiodor Fiodorovitch Chtcherbatov (1729-1791) et de son épouse  Anna Grigorievna Mechtcherskaïa.
Il épousa la princesse Varvara Petrovna Obolenskaïa (1774-1843). Fille du prince Piotr Alexandrovitch Obolenski et de Iekaterina Andreïevna Viazemskaïa.
Deux enfants naquirent de cette union :
- Fiodor Alexandrovitch Chtcherbatov : (1802-1827), lieutenant au Régiment de cavalerie de la Garde, lors de l'insurrection décabriste, il eut connaissance d'une société secrète, après enquête, il fut remis en liberté.
- Piotr Alexandrovitch Chtcherbatov : (1811-?)[2].

## Biographie
Issu d'une famille princière héritière de la dynastie des riourikides. À l'âge de quatre ans, Alexandre Fiodorovitch Chtcherbatov fut inscrit au grade de sergent au Régiment Préobrajensky (1776), en 1788, il embrassa la carrière des armes, dans ce même régiment, au grade de lieutenant, il devint l'un des proches collaborateurs de son père, le lieutenant-général Fiodor Fiodorovitch.
En 1796, au grade de lieutenant-colonel, le prince fut transféré au régiment de Mousquetaires (infanterie) basé à Voronej, au cours de la Campagne de Perse, en avril 1796, sous le commandement de Valerian Alexandrovitch Zoubov, il se distingua lors de la capture de la forteresse de Derbent. À son retour, il fut muté dans le régiment de cuirassiers basé à Iekaterinoslav et placé sous le commandement du comte Saltykov. En 1797, il fut élevé au grade de colonel. En 1798, le prince fut transféré au Régiment de cavalerie de la Garde et fut promu adjudant (aide de camp) du grand-duc Konstantin Pavlovitch de Russie. Dans ce régiment, sous les ordres du feld-maréchal Alexandre Souvorov, au printemps 1799, il pénétra en Italie, puis à l'automne en Suisse. Sa bravoure sur le champ de bataille de Cassano, le 27 avril 1799, lui valut l'obtention du grade de major-général. En 1800, l'ordre lui fut donné de se saisir de 12 chevaux, le prince en captura seulement six, pour cette faute, le 25 mars 1800, il fut révoqué de l'armée.
Malgré l'interdiction de sa mère, le prince épousa en secret la princesse Varvara Petrovna Obolenskaïa.
À l'avènement d'Alexandre Ier, le prince réintégra les rangs de l'armée. Le 27 mars 1801, ayant reçu son affectation, avec le grade de major-général, il rejoignit le régiment de hussards de la Garde. Le 26 janvier 1802, il prit le commandement du Régiment de dragon d'Orenbourg. Le 15 septembre 1802, le prince quitta le service armé. En qualité de volontaire, il participa à la campagne d'Autriche, à la bataille d'Austerlitz et fut blessé au cours des combats.
En 1812, avec ses propres derniers, le prince forma deux régiments de cavalerie, ces derniers furent rattachés à la milice cosaques de Toula, avec pour commandant le prince Chtcherbatov. Sous le commandement du prince Mikhaïl Illarionovitch Koutouzov, du 15 novembre au 18 novembre 1812, il affronta les troupes napoléoniennes à la bataille de Krasnoï, le 18 octobre 1812 Alexandre Fiodorovitch Chtcherbatov et sa milice affrontèrent la Grande Armée à la Bataille de Winkovo. Sous le commandement du maréchal Pierre Wittgenstein, il affronta les troupes françaises à la bataille de Czaśniki le 31 octobre 1812. Sous le commandement du prince Koutouzov et du maréchal Wittgenstein, du 26 novembre au 29 novembre 1812, Alexandre Fiodorovitch et sa milice de Toula prirent part aux combats près de la rivière Bérézina. Au terme de cette dernière bataille, le prince reçut l'Ordre de Saint-Georges (4e classe), Pour acte de bravoure, une épée d'or sertie de diamants lui fut également décernée. Le 2 mai 1813, sous les ordres du maréchal Pierre Wittgenstein, le prince prit part à l'attaque d'une colonne de l'armée française près de Lützen, puis entre le 20 mai et le 21 mai 1813, il affronta les troupes napoléoniennes lors de la Bataille de Bautzen. Après la bataille de Splitsen, son courage fut récompensé, il reçut l'Ordre de Sainte-Anne (1re classe), puis le commandement d'une unité d'avant-garde de cosaques placée sous le commandement de Matveï Ivanovitch Platov Lors de l'entrée des troupes russes dans Paris, le régiment du prince Chtcherbatov fut l'un des premiers à pénétrer dans la capitale.
Le chemin parcouru de Winkovo à Paris, par Alexandre Fiodorovitch Chtcherbatov à la tête de son 1er régiment de cavalerie Cosaques firent de ce prince l'un des héros russe de la guerre menée contre les troupes napoléoniennes.
Ses dernières années de service, le prince occupa les fonctions de maître des Écuries de la Cour impériale.

## Décès et inhumation
Le prince Alexandre Fiodorovitch Chtcherbatov décéda le 30 avril 1817 à Moscou, il fut inhumé au monastère Donskoï à Moscou.

## Sources
- « Dictionnaire des généraux russes qui prirent part aux combats menés contre l'armée de Napoléon Bonaparte de 1812 à 1815 », sur www.museum.ru.